# Paraplatypeza
Paraplatypeza is een geslacht van insecten uit de familie van de breedvoetvliegen (Platypezidae), die tot de orde tweevleugeligen (Diptera) behoort.

## Soorten
- P. atra (Meigen, 1804)
- P. bicincta (Szilady, 1941)
- P. coraxa (Kessel, 1950)
- P. velutina (Loew, 1866)